# Misrak Mekonnen
 (décembre 2022).
République fédérale démocratique d'Éthiopie
Misrak Mekonnen (ge'ez : ምስራቅ መኮንን) est une des 112 membres de la Chambre de la fédération éthiopienne. Elle est une des 17 conseillers de l'État Amhara et représente le peuple Amhara.
Elle a été ministre des services publics.